# Lithocarpus xizangensis
Lithocarpus xizangensis C.C.Huang & Y.T.Chang – gatunek roślin z rodziny bukowatych (Fagaceae Dumort.). Występuje naturalnie w Chinach – w południowo-wschodnim Tybecie. 

## Morfologia
PokrójZimozielone drzewo dorastające do 20 m wysokości.
LiścieBlaszka liściowa ma kształt od eliptycznego do odwrotnie jajowato eliptycznego. Mierzy 25–40 cm długości oraz 9–15 cm szerokości, jest całobrzega, ma klinową nasadę i ostry wierzchołek. Ogonek liściowy jest owłosiony i ma 20–40 mm długości.
OwoceOrzechy o stożkowatym kształcie, dorastają do 25 mm długości i 28 mm średnicy. Osadzone są pojedynczo w miseczkach o kulistym kształcie, które mierzą 7–9 cm średnicy. Orzechy są całkowicie otulone w miseczkach.

## Biologia i ekologia
Rośnie w wiecznie zielonych lasach. Występuje na wysokości od 1700 do 2000 m n.p.m. Kwitnie od czerwca do września, natomiast owoce dojrzewają od września do października.